# Lillsjön (Hjorteds socken, Småland)
Lillsjön är en sjö i Västerviks kommun i Småland och ingår i Marströmmens huvudavrinningsområde.